# Trest smrti na Arubě
Trest smrti na Arubě je od 1. ledna 1986, tedy ode dne, kdy se Aruba stala samostatnou konstituční zemí Nizozemského království, zakázán článkem I.4 Ústavy Aruby. Vnesení zákazu trestu smrti do ústavy bylo inspirováno nizozemskou ústavou z roku 1983, ale nebyl začleněn do sekce o soudnictví, jako je to v nizozemské ústavě, ale do části o základních lidských právech podle souvisejícího článku I.3 o nedotknutelnosti těla, aby nebyl zákaz vnímán tak, že by se vztahoval výhradně na soudce.